# 天明麻衣子
天明 麻衣子（てんめい まいこ、1989年7月8日 - ）は、年金積立金管理運用独立行政法人（GPIF）職員、元フリーアナウンサー。かつてホリプロに所属していた。

## 来歴
神奈川県横浜市出身。
教育、学生時代の活動
聖心女子学院初等科・中等科、東京学芸大学附属高等学校、東京大学文学部卒業。東京大学在学中にNHKの「テストの花道」に出演。
職務経歴
2012年4月から2014年3月、NHK仙台放送局で契約キャスターとして勤務。
2014年5月から6月、JPモルガン投資銀行本部で勤務し、その後弁護士の夫と共にスペインへ1年弱移住。
2014年10月から当時在住していたスペイン・マドリードよりYouTubeチャンネル「天明麻衣子 ～てんちゃんと恋するスペイン～」を投稿。構成・撮影・出演・ナレーション・編集を自ら手がけ、スペイン語やスペインの名所などを紹介していた。　
帰国後、ホリプロに所属しフリーアナウンサーとして再び活動開始。2015年9月から『日経モーニングプラス』でサブキャスターを担当。出産準備のために2021年5月28日放送分を最後に出演を一時休止し、約1年後の2022年6月1日放送分から復帰して現在に至る。2023年4月、当時の所属事務所（ホリプロ）の公式ホームページから公式プロフィールが削除された。その後、年金積立金管理運用独立行政法人（GPIF）の職員として勤務していることが同法人のYouTubeで紹介された。

## 人物・パーソナルデータ
趣味
- クイズ・パズル系全般、コーヒーを淹れること、カフェ巡り[10]。ヨーロッパサッカーの観戦。

特技・資格など
- 特技はスペイン語、ダンス（アマチュアの大会で優勝経験あり）、カスタマーコーヒーマスター[10]。子供たちに勉強を教えること。
- 証券外務員I種の資格を持つ[3]。
- 2021年4月より東京大学公共政策大学院に入学することが、本人出演の「東大王」（2020年10月21日放送）にて発表された。

バラエティ番組でのキャラ
- バラエティ番組では高飛車キャラである。2015年に「クイズプレゼンバラエティー Qさま!!」で初参戦初優勝を達成した回[注 1]が放送された直後はネットで炎上した[4]。
- バラエティ番組『有吉反省会』の2017年9月9日放送分において、料理は野菜炒めしか作れないことを紹介された[11]。「時間をかけて料理を毎日するのは効率（英語版）（※）が悪い」と考え抜いた料理が、カット野菜と肉を炒めるだけの野菜炒めであったという[12]。
  - なお天明は、普段から何かにつけて効率（英語版）や時短法を重視しており、それに関連した本まで執筆・出版している。

家族
- 夫。2014年に結婚。
- 2021年4月12日、第1子妊娠を発表[13]。7月22日、第1子男児の出産を発表[14]。

身体データ
- 身長158cm、血液型O型。

## 主な担当・出演番組

### 大学時代
- テストの花道（Eテレ、2010年4月 - 2012年3月）

### NHK仙台放送局時代
- ひるはぴ
- お元気ですか日本列島
- 情報まるごと
- ゴジだっちゃ!
- サバトセーラ東北
- 高専ロボコン全国大会

### フリーアナ転向後
- 日経モーニングプラス（BSテレ東、サブキャスター火曜日、2015年9月28日 -　メインキャスター水・木曜日、2022年6月1日 - ）
- クイズプレゼンバラエティー Qさま!!（テレビ朝日、2015年8月24日 - ） - 初出場で優勝。以後も準レギュラーとして出演。
- くりぃむVS林修!クイズサバイバー（テレビ朝日、2015年10月7日・12月31日）
- TOKYO MX NEWS（2016年8月22日、汾陽麻衣の出張に伴う代役。東京メトロポリタンテレビジョン）
- 日本人の3割しか知らないこと くりぃむしちゅーのハナタカ!優越館（「ハナタッカー」のコーナー）
- NEWS RAP JAPAN（2016年12月25日、2017年2月5日 - 2019年3月27日 、AbemaTV）

他、単発、臨時番組など

## 書籍
- 圧倒的な勝ち組になる効率のいい考え方と仕事の仕方（2016年5月14日、ディスカヴァー・トゥエンティワン）ISBN 978-4799318676
- 本物の勉強法:東大・NHK・外資系金融で学んだ、ビジネスで成果を出し続ける（2016年8月26日、リンダパブリッシャーズ）ISBN 978-4198642358
- 「根性なし」「体力なし」「ラクしたい」人のための時短勉強術（2017年 セブン&アイ出版） ISBN 978-4860087524